# Red and Anarchist Skinheads
Le Red And Anarchist Skinheads ou RASH (skinheads rouges et anarchistes) est un mouvement mondial de skinheads communistes et/ou anarchistes qui affirme vouloir lutter contre le fascisme,, le racisme et le capitalisme,,,.
Les skinheads d'extrême gauche valorisent l'anarchisme, le communisme (de façon libertaire), l'antinationalisme, l'antipatriotisme, l'antifascisme, l'antiracisme et l'alter-mondialisme, de manière ultraviolente, allant de l'action de rue à la lutte armée. (action directe)
Étant anarchistes, les RASH refusent tout symboles nationaux.
Le premier chapitre du RASH est créé à New York, aux États-Unis en 1993. D'autres chapitres apparaissent à Montréal en 1994 puis à Québec et dans le reste du monde, donc en France dans la ville du Havre avant de se propager aux villes de Marseille et Bordeaux puis au reste de la France.
Le RASH est issu d'un regroupement assez récent (fin de la décennie 1990) de « redskins » communistes et de nouveaux skinheads influencés par l'anarchisme. Ce sont des skinheads engagés à l'extrême gauche, voire à ce que les politologues appellent l'ultragauche (discours révolutionnaire) ou aux groupes « autonomes » (c’est-à-dire sans lien avec les grands partis politiques).
Selon le  professeur Francis Dupuis-Déri, les Skinheads Against Racial Prejudice (SHARP) et les Red and anarchist skinheads (RASH) « valorisent l’action directe et l’autodéfense contre les néo-nazis ».

## Historique
Les skinheads RASH sont animés par la conviction que les skinheads sont le seul mouvement de jeunesse authentiquement prolétaire et international. L'appartenance à la mouvance skinhead devient un complément logique de l'engagement politique ou syndical. Les skinheads RASH français sont ainsi proches des organisations suivantes : la Confédération nationale du travail (syndicaliste révolutionnaire), la Fédération anarchiste (FA), l'Union des anarchistes (UA), l'Organisation communiste libertaire (OCL) et le Nouveau Parti anticapitaliste (NPA, parti trotskiste), la Section carrément anti-Le Pen (SCALP). On peut citer aussi au niveau international l'Anarchist Black Cross (organisme révolutionnaire anarchiste) ou Socialisme International (mouvement trotskiste anglo-saxon). 
Les skinheads RASH militent tout en écoutant et jouant de la musique ou en organisant des concerts. Ils s'attaquent aussi aux skinheads d'extrême-droite, qu'ils appellent boneheads et tentent de les chasser de la rue. Leur combat rejoint les grandes causes de l'altermondialisme et de la lutte anticapitaliste.
Les groupes musicaux phares du RASH en France sont : Brigada Flores Magon, Bolchoi, Los Foiros, Brixton Cats et Ya Basta !. Solitude Urbaine est le principal label RASH français. Le RASH parisien édite un magazine : Barricata ainsi que L'École de la rue. Au Québec on peut retrouver des groupes tels que Jeunesse apatride, Soul and Spirit, Esclaves Salariés, et Union Made pour n'en nommer que quelques-uns. Le RASH-Montréal publie également un fanzine appelé Casse sociale depuis 2008.

## Représentativité
Il est difficile de déterminer si les skinheads rash, associés aux autres skinheads d'extrême-gauche comme les redskins, constituent une minorité ou une majorité dans l'ensemble du phénomène skinhead. Aucun recensement, ni aucune enquête d'opinion à ce sujet, n'a en effet jamais été menée à bien.
Indéniablement, ils sont très visibles dans l'espace francophone, en Europe de l'Ouest et en Amérique latine : fanzines, organisation de concerts et de festivals, groupes emblématiques… ce qui ne signifie pas pour autant qu'ils sont plus nombreux que leurs adversaires politiques. Ces derniers se sont faits plus discrets depuis le tournant des années 1990 qui a vu un renouveau des skinheads antiracistes. Mais dans certaines régions du monde, comme la Russie par exemple, ce sont les skinheads néonazis qui défrayent la chronique.
Les skinheads RASH ne font d'ailleurs pas l'unanimité au sein de la scène skinhead non-nazie, puisqu'ils sont concurrencés par les Skinheads Against Racial Prejudice (SHARP) et les « apolitiques ». Il est cependant indéniable qu'à l'heure actuelle le mouvement RASH est à la fois structuré et influent sur plusieurs continents.

## Organisations de skinheads d'extrême gauche
- RASH Montréal -  Québec (le groupe skinhead d'extrême gauche le plus connu au Québec)
- RASH Paris -  France
- RASH Madrid -  Espagne
- RASH USA -  États-Unis
- RASH Tolosa -  France (basé à Toulouse)
- Federación Anarco Skinhead -  Espagne (regroupe les skinheads anarchistes, basé à Madrid, proche du syndicat anarcho-communiste CNT)

## Sources
- Simon Luck, Sociologie de l’engagement libertaire dans la France contemporaine. Socialisations individuelles, expériences collectives et cultures politiques alternatives, Science politique, Université Panthéon-Sorbonne, Paris I, 2008, page 147, [lire en ligne].
- Louis Mortens, Confessions d’un redskin, Charles, n°2, juillet 2012, [lire en ligne].